# Elisabeth Jeggle
Elisabeth Jeggle este un om politic german, membru al Parlamentului European în perioada 1999-2004 din partea Germaniei.
1. ↑  Deputații în Parlamentul European